# Don Shanks
Donald L. „Don” Shanks (ur. 26 lutego 1950 w Macoupin County) – amerykański aktor filmowy i kaskader.
Pochodzi z plemienia Czirokezów. Zadebiutował na ekranie jako Nakoma w przygodowym westernie familijnym Życie i czasy Grizzly’ego Adamsa (The Life and Times of Grizzly Adams, 1974) u boku Dana Haggerty, z którym zagrał potem w westernie Przygody Frontier Fremont (The Adventures of Frontier Fremont, 1976) jako Indianin oraz serialu NBC Niedźwiedź pana Adamsa (The Life and Times of Grizzly Adams, 1977-1978) w roli Nakomy. Wystąpił w roli Michaela Myersa w filmie Halloween 5: Zemsta Michaela Myersa (1989) i zagrał postać Charliego w filmie Małolaty ninja na wojennej ścieżce (1995). Gościnnie pojawił się w serialu CBS Dotyk anioła (2001).